# Echovirus
El Echovirus es un tipo de virus ARN que pertenece al género Enterovirus, de la familia Picornaviridae. Se lo encuentra en el tracto gastrointestinal (de ahí el nombre del género, que como ya se dijo es Enterovirus) y la exposición a él es causa de enfermedades e infecciones oportunistas.
Este virus se aisló por primera vez de las heces de niños asintomáticos a principios de la década de 1950, justo después del desarrollo de las técnicas de cultivo celular. El nombre ECHO procede del acrónimo de enteric cytopathic human orphan o virus "humano huérfano, citopático y entérico" (huérfano significa que el virus no se asocia con ninguna enfermedad conocida). Aunque es cierto que desde entonces los echovirus han sido relacionados con diversas enfermedades, el nombre original todavía se utiliza. Son virus sumamente infecciosos, afectan sobre todo a los niños y constituyen una de las principales etiologías de enfermedad febril aguda en lactantes y niños de corta edad y la causa más común de meningitis aséptica; además, en los adultos y los niños mayores representan una causa importante de endocarditis y miocarditis. La infección de un recién nacido por este virus puede causar enfermedades sistémicas graves y se asocia con una elevada tasa de mortalidad infantil. Los echovirus pueden imitar los síntomas causados por bacterias y otros virus de modo que las infecciones que provocan a menudo se tratan con terapias destinadas al tratamiento de otras, lo que puede conducir a la evolución de bacterias resistentes a los antibióticos.